# نیکلاس گاورت دبروین
نیکلاس گاورت دبروین (به انگلیسی: Nicolaas Govert de Bruijn) ریاضیدان هلندی بود که به خاطر سهم زیادی که در زمینه‌های آنالیز ریاضی، نظریه اعداد، ترکیبیات و منطق داشت، مورد توجه قرار گرفت.

## زندگی‌نامه
دبروین در لاهه متولد شد و آنجا در بین سال‌های ۱۹۲۴ تا ۱۹۳۰ در مدرسه ابتدایی و تا سال ۱۹۳۴ در دبیرستان تحصیل کرد. او تحصیلات خود در رشته ریاضی را در دانشگاه لیدن در سال ۱۹۳۶ آغاز کرد، اما به‌دلیل شروع جنگ جهانی دوم، تحصیلاتش در سال ۱۹۳۹ قطع شد. او در سپتامبر ۱۹۳۹، درحالی که تحصیلات خود را ادامه می‌داد، دستیار تمام وقت گروه ریاضیات دانشگاه فناوری دلفت شد. او تحصیلات خود را در دانشگاه لیدن، در مقطع کارشناسی، در سال ۱۹۴۱ به پایان رساند. او دکترای خود را در دانشگاه وریج آمستردام با پایان‌نامه‌ای تحت عنوان «Over modulaire vormen van meer veranderlijken» به توصیه یورژن فردیناند کوکسما دریافت کرد.
از ژوئن ۱۹۴۴، او یک همکار علمی بود که در آزمایشگاه‌های تحقیقاتی فیلیپس در آیندهوون کار می‌کرد.
او در ۳۰ اوت ۱۹۴۴، با الیزابت دی گروت ازدواج کرد. این زوج صاحب چهار فرزند شدند: جورینا آلیدا (متولد ۱۹ ژانویه ۱۹۴۷)، فرانس ویلم (متولد ۱۳ آوریل ۱۹۴۸)، الیزابت (متولد ۲۴ نوامبر ۱۹۵۰) و جودیت الیزابت (متولد ۳۱ مارس 1931).